# Можгинський міський округ
Можги́нський міський округ (рос. Можгинский городской округ) — міський округ у складі Удмуртської Республіки. Адміністративний центр та єдиний населений пункт — місто Можга.

## Населення
Населенні — 48750 осіб (2021; 47961 в 2010, 47119 у 2002).